# Aeroporto Internacional de Daytona Beach
O Aeroporto Internacional de Daytona Beach (em inglês: Daytona Beach International Airport) (IATA: DAB, ICAO: KDAB) é um aeroporto internacional localizado no Condado de Volusia, que serve principalmente a cidade de Daytona Beach no nordeste do estado da Flórida, nos Estados Unidos.